# Rettungsmedaille (Berlin)

Links die Rettungsmedaille am Bande und rechts die Erinnerungsmedaille für Rettung aus Gefahr des Landes Berlin

Die Rettungsmedaille des Landes Berlin wurde am 29. Mai 1953 durch das Abgeordnetenhaus unter seinem damaligen Präsidenten Otto Suhr gestiftet und ist seitdem eine staatliche Anerkennung für eine unter Einsatz des eigenen Lebens erfolgreich durchgeführte Rettung aus Gefahr. Die Veröffentlichung erfolgte durch den Regierenden Bürgermeister Walther Schreiber.

## Gliederung der staatlichen Auszeichnung
Das Land Berlin folgt mit der sogenannten Dreistufigkeit bei der Ehrung von Rettungstaten dem Bundestrend und unterscheidet demnach:
1. die Rettungsmedaille am Bande,
2. das nicht tragbare Erinnerungsabzeichen für Rettung aus Gefahr und die
3. öffentliche Belobigung.[2]

## Anerkennungsvoraussetzungen

### Rettungsmedaille am Bande
Die Rettungsmedaille am Bande wird nur an diejenigen Personen verliehen, die unter besonders schwierigen, mit erheblich eigener Lebensgefahr Menschen aus Lebensgefahr gerettet haben oder eine von der Allgemeinheit drohende Gefahr abgewendet haben und dabei ein besonderes Maß von Mut und Opferbereitschaft erbracht haben.

### Erinnerungsmedaille
Die Erinnerungsmedaille für Rettung aus Gefahr wird dagegen verliehen, wenn sich der Retter bei der zugrundeliegenden Rettungstat selber nur in minder schwerer Lebensgefahr befunden hat oder die Rettungstat nicht von Erfolg gekrönt war.

### Öffentliche Belobigung
Eine öffentliche Belobigung wird dagegen ausgesprochen, wenn die Voraussetzungen für die Rettungsmedaille oder die Erinnerungsmedaille nicht vorliegen, aber das Verhalten des Retters eine Anerkennung rechtfertigt.
Daneben muss der Retter der Anerkennung würdig sein. Dies gilt auch im Falle eines Rettungsversuches. Berlin hat geregelt, dass die Rettungs- oder Erinnerungsmedaille nur einmal an ein und dieselbe Person verliehen werden kann, wobei die Verleihung der Rettungsmedaille explizit die spätere Verleihung der Erinnerungsmedaille ausschließt. Ebenso wird dem Retter keine Anerkennung gewährt, wenn diese Person mit einer Rettungs- oder Erinnerungsmedaille eines anderen Bundeslandes für die zugrundeliegende Rettungstat geehrt worden ist. Diese Ausnahme soll verhindern, dass ein Retter für ein und dieselbe Rettungstat doppelt geehrt wird.

## Verleihungswürdiger Personenkreis
Die Rettungsmedaille oder die Erinnerungsmedaille wird verliehen:
- a) ohne Rücksicht auf den Ort der Rettungstat, wenn der Retter seinen gewöhnlichen Wohnsitz auf dem Landesgebiet von Berlin innehat,
- b) ohne Rücksicht auf den Wohnort oder gewöhnlichen Aufenthaltsort des Retters für Rettungstaten im Lande Berlin.[6]

Mit dieser Regelung können sowohl Rettungstat bundesweit durch einen Retter aus Berlin anerkannt werden und generell alle Rettungstaten auf dem Landesgebiet von Berlin, unabhängig von der Herkunft des Retters.

## Verleihungsausschluss/Ausnahmen
Die Rettungs- oder Erinnerungsmedaille wird nicht an Personen verliehen, denen aus dienstlichen oder beruflichen Gründen der Schutz des Lebens anderer anvertraut worden ist und bei der Rettungstat im Rahmen ihrer dienstlichen oder beruflichen Pflichten tätig wurden. Von diesem Grundsatz kann jedoch abgewichen werden, wenn bei der Rettungstat die durchschnittliche Pflichterfüllung erheblich überschritten wurde.

## Verleihungsprozedere
Die Rettungs- oder Erinnerungsmedaille wird vom Senat verliehen, wobei bei der Verleihung eine vom Regierenden Bürgermeister unterzeichnete Urkunde überreicht wird. Die Verleihungsurkunde sowie die Auszeichnung wird durch ein Mitglied des zuständigen Bezirksamtes im Namen des Senats vollzogen. Das Gleiche gilt auch bei der Bewilligung einer Geldbelohnung. Die Öffentliche Belobigung wird dagegen vom Polizeipräsidenten des Landes Berlin ausgesprochen oder durch das entsprechende Bezirksamt. Sowohl Rettungs- als auch Erinnerungsmedaille gehen mit Verleihung in das Eigentum des Beliehenen über. Nach dessen Tode verbleiben die Ehrenzeichen seinen Hinterbliebenen als Andenken.

## Umtausch und Ersatz alter Ehrenzeichen
Frühere verliehene Auszeichnungen für die Rettung von Menschen aus Lebensgefahr, insbesondere die Rettungsmedaille (1933) können auf Antrag gegen das Ehrenzeichen der neuen Prägung umgetauscht werden. Darüber hinaus kann bei nachweislichem Verlust der Rettungs- oder Erinnerungsmedaille Ersatz geleistet werden.

## Form, Beschaffenheit und Tragweise

### Rettungsmedaille
Die Rettungsmedaille am Bande ist versilbert und hat einen Durchmesser von 25 mm. Auf ihrer Vorderseite ist erhaben mittig das Landeswappen von Berlin zu sehen, welches auf zwei gekreuzten Eichenlaubblättern ruht. Eingefasst ist die Medaille von einer punktförmigen Umrandung mit kleinem Randgrat. Die Rückseite ist ebenfalls punktförmig umrahmt, enthält aber zusätzlich einen linksdrehenden Eichenlaubkranz mit der mittigen fünfzeiligen Inschrift: FÜR / OPFERBEREITEN / EINSATZ / DES EIGENEN / LEBENS. Getragen wird die Rettungsmedaille an einem orangefarbenen breiten Ordensband, das beidseitig von einem schmalen weißen Streifen durchzogen ist, an der linken Brustseite. Sie lehnt sich damit an ihr ursprüngliches Muster, der Preußischen Rettungsmedaille von 1833, an.

### Erinnerungsmedaille für Rettung aus Gefahr
Die Erinnerungsmedaille ist von gleicher Beschaffenheit, Größe und Aussehen. Sie ist jedoch nicht zum Tragen bestimmt und besitzt deshalb auch keine Haltevorrichtung (Ringösen usw.).